# Huygens–Fresnel-elv
A Huygens–Fresnel-elv a fizika egyik törvénye, amelyet a holland Christiaan Huygens és a francia Augustin-Jean Fresnel fizikusokról neveztek el.

## Lényege
1. A hullámtér minden pontja elemi hullámok kiindulópontja.
2. A hullámtér minden jelensége leírható az elemi hullámok interferenciájaként.

A látható hullámfrontot egy adott pillanatban ezen elemi hullámok közös érintője vagy közös burkolója adja.
Az interferencia azzal magyarázható hogy a hullámfront elemi hullámforrásokból áll. Ezekből kilépő elemi hullámok összeadódva, egymásra tevődve, kialakítják az új hullámfrontot.